# Вознесеновка (Лискинский район)
Вознесеновка — село в Лискинском районе Воронежской области России.
Входит в состав Давыдовского городского поселения.

## Население
| 2010 | 2014  | 2015  | 2016  | 2021 |
| ---- | ----- | ----- | ----- | ---- |
| 1053 | ↗1078 | ↗1087 | ↗1095 | ↘953 |

## География

### Улицы
- ул. Будённого
- ул. Дорожная
- ул. Заводская
- ул. Максима Горького
- ул. Парковая
- ул. Плеханова
- ул. Солнечная